# Le Broc (Alpes-Maritimes)
Le Broc ist eine französische Gemeinde im Département Alpes-Maritimes in der Region Provence-Alpes-Côte d’Azur. Sie gehört zum Kanton Nizza-3 im Arrondissement Grasse und ist Mitglied des Gemeindeverbandes Métropole Nice Côte d’Azur. Die Bewohner nennen sich Brocois. 

## Lage
Die Gemeinde liegt mit Teilen des Gemeindegebietes im Regionalen Naturpark Préalpes d’Azur. An der nordöstlichen Grenze verläuft der Estéron, der hier in den Var mündet.
Die angrenzenden Gemeinden sind Gilette im Norden, Saint-Martin-du-Var im Osten, Carros im Südosten, Gattières im Süden sowie Bézaudun-les-Alpes und Bouyon im Westen.

## Bevölkerungsentwicklung

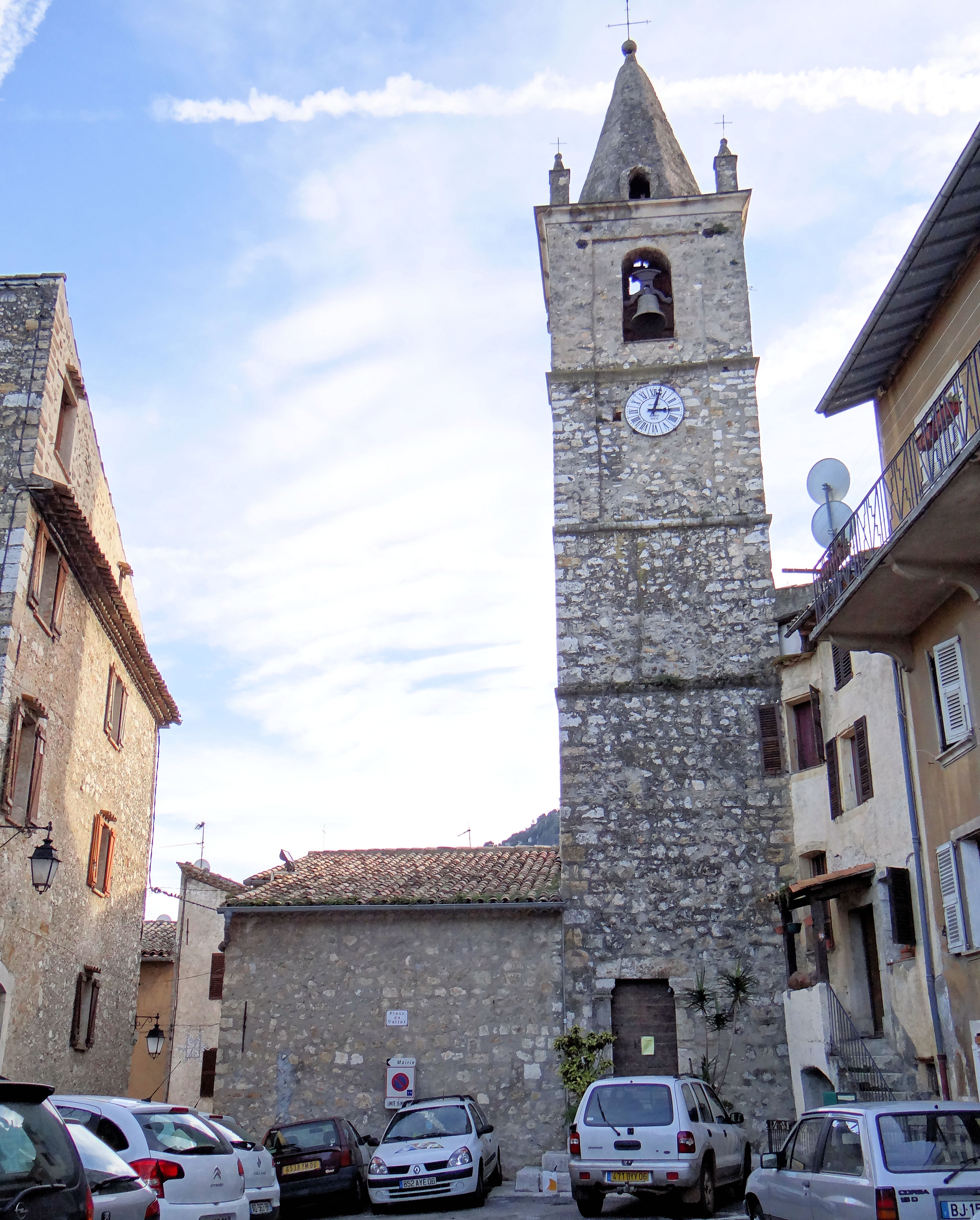
Kirche Sainte-Marie-Madeleine

| Jahr      | 1962 | 1968 | 1975 | 1982 | 1990 | 1999 | 2008 | 2016 |
| --------- | ---- | ---- | ---- | ---- | ---- | ---- | ---- | ---- |
| Einwohner | 316  | 339  | 360  | 422  | 671  | 1023 | 1301 | 1409 |

## Sehenswürdigkeiten
Siehe: Liste der Monuments historiques in Le Broc (Alpes-Maritimes)